# Polom (Hnúšťa)
Polom je městská část Hnúště.

## Polohopis
Je to malá osada na okraji Revúcké vrchoviny, v nadmořské výšce 694 m n. m. Původně se jednalo o samostatnou obec. Vesnice vyhořela r. 1905. Bývalá hornická osada se v současnosti[kdy?] vylidňuje a domy se přeměňují na rekreační objekty. V okolí jsou dobré lyžařské terény. Osada je přístupná po exponované silnici a leží 7 km severovýchodně od města.

## Kultura a zajímavosti

### Památky
- Evangelický kostel, jednoduchá jednolodní stavba s půlkruhovým ukončením presbytáře a představěnou věží, z let 1867-1868. Věž byla přistavěna v letech 1963-1964, jak udává vročení nad vstupem. Interiér je zaklenut pruskými klenbami. Nachází se zde zděná empora a neoklasicistní oltář z doby vzniku kostela.[1] Fasády jsou hladké se segmentově zakončenými okny. Průčelí je členěno lizénami. Věž je ukončena jehlancovou helmicí.

### Turismus
Přes Polom prochází červeně značený turistická trasa ze sedla Brezina na vrch Tŕstie (1 120,9 m n. m.).